# Owen Moran
Owen Moran (* 4. Oktober 1884 in Birmingham, Vereinigtes Königreich; † 17. März 1949) war ein britischer Boxer im Federgewicht. 
Moran bestritt seinen ersten Fight am 3. Dezember 1900 gegen seinen Landsmann Tom Frogatt und siegte in einem auf 8 Runden angesetzten Gefecht durch klassischen K. o. in der 3. Runde.
Im Jahre 2002 wurde Moran in die International Boxing Hall of Fame in die Kategorie „Old Timers“ aufgenommen.